# Barbula lingulata
Barbula lingulata là một loài Rêu trong họ Pottiaceae. Loài này được (Lindb.) Paris mô tả khoa học đầu tiên năm 1894.